# NGC 7692
NGC 7692 est une galaxie irrégulière située dans la constellation du Verseau distante de 77,1 ± 3,8 Mpc (∼251 millions d'al). NGC 7692 a été découverte par l'astronome américain George Phillips Bond en 1848. Peu d'études ont été réalisées sur NGC 7692. Aucune publication n'est indiquée par Google Scholar, cependant Simbad rapporte que c'est une galaxie active de type Seyfert 1.

## Caractéristiques
NGC 7692 renferme des régions d'hydrogène ionisé.

### Distance
Sa vitesse par rapport au fond diffus cosmologique est de 3 676 ± 26 km/s, ce qui correspond à une distance de Hubble de 54,2 ± 3,8 Mpc (∼177 millions d'al).

### Galaxie de Seyfert
Selon la base de données Simbad, NGC 7692 est une galaxie active de type Seyfert 1.